# Pacto de amor
Pacto de amor é uma telenovela mexicana, produzida pela Televisa e exibida em 1977 pelo El Canal de las Estrellas.

## Elenco
- Claudia Islas - Delia
- Jorge Rivero - Damian
- Lupita D'Alessio - Julia
- Pilar Pellicer - Blanca
- Héctor Bonilla - Guillermo
- Sergio Jiménez - Alonso
- Miguel Macía - Rodolfo
- Susana Cabrera - Leonidas
- María Teresa Rivas - Ruth
- Carlos Amador - Margarito
- Carlos Argüelles - Federico
- Arturo Benavides - Sergio
- Frank Moro